# Wijkamplaan
De Wijkamplaan is een straat in de wijk Oosterhei in Baarn, in de Nederlandse provincie Utrecht. De laan verbindt de kruising Oosterstraat / Bremstraat met de Torenlaan. 
De laan was oorspronkelijk een zandpad met de naam Eikenbosch dat van Baarn naar heidevelden van de Oosterhei liep. Toen rond 1920 de wijk Oosterhei tot ontwikkeling kwam, werden woningen met grote tuinen aan de Eikenbosch gebouwd. De woningen aan de noordkant van de Eikenboschweg hadden enorme tuinen voor de huizen. In de 20e eeuw zijn deze tuinen verdwenen en is er plantsoen als brede middenberm voor in de plaats gekomen. De bewoners van de huizen aan de noordzijde lijken door deze brede groenstrook aan een ventweg te wonen. Er zijn diverse huizen uit de 20e eeuw, inmiddels allemaal met kleine tuintjes. 
In 1914 kocht de gemeente Baarn van koningin Emma 3,3 hectare grond op de hoek met de Torenlaan voor aanleg van de nieuwe algemene begraafplaats. Deze Nieuwe algemene begraafplaats is een gemeentelijk monument.
Begin jaren vijftig werd besloten om de Eikenboschweg om te dopen tot Wijkamplaan, naar de Baarnse wethouder B.J.J. Wijkamp die ook lid van Gedeputeerde staten van Utrecht was. 
In 2011 werd op de Wijkamplaan nieuw ingericht en kwamen er fietssuggestiestroken, parkeervakken en trottoirs.